# Alexander Halavais
 (février 2025).
 (février 2025).
Alexander Halavais (né le 21 juillet 1971) est professeur associé et directeur des études supérieures du programme de maîtrise en sciences des données sociales à l'Université d'État de l'Arizona, chercheur en médias sociaux et ancien président de l'Association of Internet Researchers. Avant de rejoindre l'Université d'État de l'Arizona, Halavais a enseigné dans le programme de médias interactifs de l'Université Quinnipiac, à l'École d'informatique de l'Université de Buffalo et à l'Université de Washington.
En 1993, Halavais a obtenu une licence en sciences politiques de l'Université de Californie à Irvine et un doctorat en communication de l'Université de Washington en 2001. Sa thèse a examiné les implications sociales du site Web Slashdot. Il a également suivi des cours en communication et sciences cognitives à l'Université de Californie à San Diego et en systèmes adaptatifs complexes à l'Institut de Santa Fe.
Online Journalism Review a mentionné Halavais comme l'un des nombreux « blogologues », explorant la manière dont l'Informatique sociale affecte la société dans son ensemble. Ses travaux ont exploré la manière dont les blogs sont utilisés dans l’éducation, les modèles d’ hyperliens internationaux, les avantages et les pièges de l’image de marque personnelle  et le rôle de la pornographie sur Internet. Il est l'éditeur d'un volume sur la cyberpornographie et la société.
Dans un projet, Lackaff et Halavais ont exploré la couverture thématique de Wikipédia en utilisant la classification de la Bibliothèque du Congrès pour comparer la couverture de Wikipédia avec celle des livres imprimés.
Halavais a été l'un des premiers partisans de l'analyse des hyperliens et de la webométrie, et a examiné la relation entre les frontières nationales et les hyperliens, ainsi que les hyperliens entre les villes américaines. Avec Maria Garrido, il a également étudié les modèles de liens entre les ONG mondiales et les organisations locales.
Pour tester Wikipédia en tant que source fiable d'informations précises, Halavais a créé l'un des exemples les plus médiatisés de vandalisme sur Wikipédia. Il l'a ensuite surnommé « L'expérience Isuzu ». Halavais a modifié 13 entrées sur Wikipédia pour y inclure des informations erronées. Plusieurs éditeurs de Wikipédia ont repéré les erreurs et ont rapidement corrigé les articles.
Son livre le plus récent est La Société des moteurs de recherche. Il a récemment parlé du rôle de la surveillance entre pairs dans le gouvernement participatif.